# Jean-Charles Adolphe Alphand

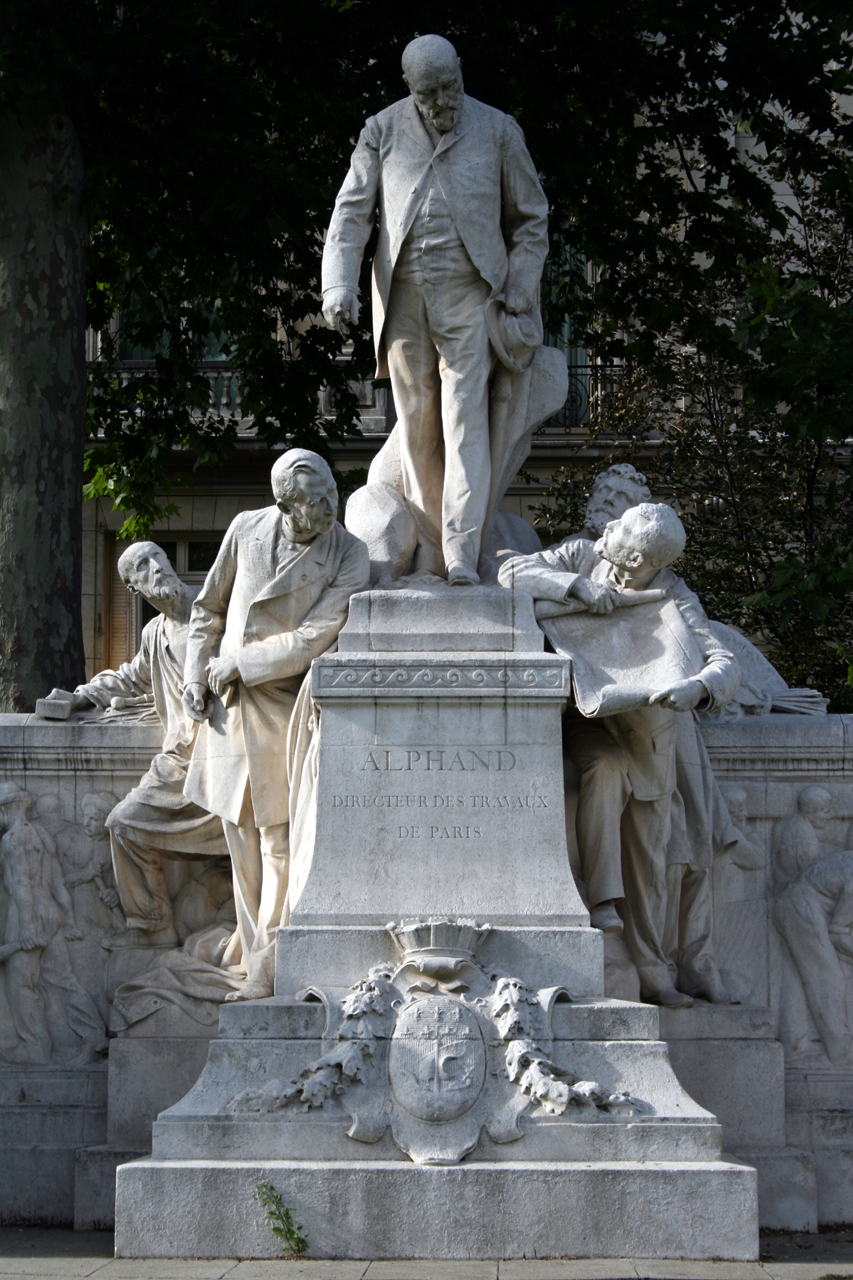
Standbeeld voor Alphand op de Avenue Foch te Parijs

Jean-Charles Adolphe Alphand (Grenoble, 26 oktober 1817 – Parijs, 6 december 1891) was een Frans ingenieur. Hij staat best betekend voor zijn werk in Parijs in de tweede helft van de 19e eeuw.

## Levensloop
Alphand studeerde af in 1837 aan de École polytechnique na twee jaar met als specialisatie bruggen en wegen; daarna studeerde hij nog aan de École des ponts et chaussées. In 1839 begon hij zijn professionele carrière als staatsingenieur in Bordeaux waar hij instond voor de bouw van bruggen en spoorwegen in het nabije departement Landes. In 1854 werd hij benoemd in Parijs als ingenieur bevoegd voor de verfraaiing van de stad. Hij werkte onder leiding van prefect Haussmann (die hij tien jaar eerder in Bordeaux had ontmoet) en was onder andere verantwoordelijk voor de inrichting van het Bois de Boulogne en het Bois de Vincennes. In 1891 kort voor zijn dood volgde hij Haussmann op als lid van de Académie des beaux-arts.
Alphand werkte mee aan de Wereldtentoonstellingen van 1867, 1878 en 1889 in Parijs. In 1867 stond hij in voor de nivellering van de terreinen van de Trocadéro en de inrichting van de Champ de Mars. Hij werd benoemd tot directeur van openbare werken van Parijs en in 1878 volgde hij ingenieur Belgrand op als directeur van de dienst water en afvoeren. Naar aanleiding van zijn werk voor de Wereldtentoonstelling van 1889 ontving Alphand het Grootkruis van het Legioen van Eer.
Hij werd in het Cimetière du Père-Lachaise begraven.